# ヴァルター・ギーゼラー
ヴァルター・ギーゼラー（Walter Gieseler、1919年10月3日 - 1999年4月28日）は、ドイツの作曲家、音楽理論家。

## 概略
1919年、ハノーファー生まれ。アビトゥーアのすぐ後、1939年から兵役に就いたが終戦とともに除隊。1945年より音楽の道に入った。学位論文は『ブラームスの和声法』だが、現在では『20世紀の作曲』『20世紀の和声法』『20世紀の楽器法』の著者としての業績のほうが有名で、『20世紀の作曲』は邦訳された。エアハルト・カルコシュカと並んで、現代音楽の理論面を強固に支えた音楽家として知られている。
寡作だが、1996年まで作曲を続けた。代表作に「UNIO MYSTICA」（合唱曲、1990年）ほか。

## 著書
- 『20世紀の作曲』 - Komposition im 20. Jahrhundert (1975)
- Instrumentation in der Musik des 20. Jahrhunderts (gemeinsam mit Luca Lombardi und Rolf-Dieter Weyer, 1985)
- Harmonik in der Musik des 20. Jahrhunderts (2 Bände, 1996).

## 文献
- Autobiographie "...an der Wiege nicht gesungen...   -   Erinnerungen aus acht Jahrzehnten", Verlag Dr. Kovač, Hamburg 1998